# Eunice Odio
Eunice Odio (bút danh, Catalina Mariel; San José, Costa Rica, ngày 18 tháng 10 năm 1919 - Thành phố Mexico, México, ngày 23 tháng 3 năm 1974) là một nhà thơ người Mỹ Latinh đáng chú ý. Bà đã viết các bài báo, bài tiểu luận, suy tư, thư, truyện ngắn và văn học thiếu nhi.

## Đời sống
Odio làm việc như một nhà báo và bà cũng dạy tiếng Anh và tiếng Pháp. Bà để lại một cơ thể rộng lớn của công việc thơ mộng. Ngoài Costa Rica và México, bà cũng sống ở Cuba, Guatemala, Nicaragua và Hoa Kỳ.
Bà kết hôn với họa sĩ Rodolfo Zanabria để có được quyền công dân Mexico.

## Tác phẩm được chọn
- Los Elementos terrestres, 1948
- Zona en territorio del alba, 1953
- Elintsito de fuego, 1957
- El rastro de las mariposas, 1970
- Territorio del alba y otros poemas, 1974
- Eunice Odio Antología, 1975

## Bản dịch
- Hành trình của Lửa, Phần I: Sự hợp nhất của cha mẹ (Sách Tavern, 2013)
- Hành trình của Lửa, Phần II: Tạo dựng bản thân (Sách Tavern, 2015)
- Hành trình của Lửa, Phần III: Công việc của Nhà thờ (Sách Tavern, 2018)